# Hans Mol
Hans Mol (Amsterdam, 18 februari 1947) is een voormalig voetballer van AZ'67 en FC Volendam.
Hans Mol begon met voetballen bij CSV uit Castricum. In 1970 maakte de verdediger zijn debuut in het betaalde voetbal bij AZ'67. Met de Alkmaarders degradeerde hij in zijn eerste seizoen naar de eerste divisie. Een jaar later volgde echter alweer promotie naar het hoogste niveau via een tweede plaats achter kampioen HFC Haarlem. Vervolgens maakte Mol de opmars van de club mee onder leiding van de broers Cees en Klaas Molenaar.
In zijn laatste seizoen in Alkmaar, 1976-1977, moest Mol onder meer Ronald Spelbos en Theo Vonk voor zich dulden in de verdediging. Hij vertrok naar FC Volendam, waar hij een jaar later zijn actieve voetballoopbaan beëindigde.